# Forward Motion
Forward Motion è un singolo del gruppo canadese Thousand Foot Krutch, estratto nel maggio del 2009 dall'album Welcome to the Masquerade.
Ha raggiunto la 44ª posizione nella classifica Billboard Christian Songs.

## Formazione
- Trevor McNevan - voce
- Steve Augustine - batteria
- Joel Bruyere - basso
- Aaron Sprinkle - tastiere